# Kloster Weltenburg

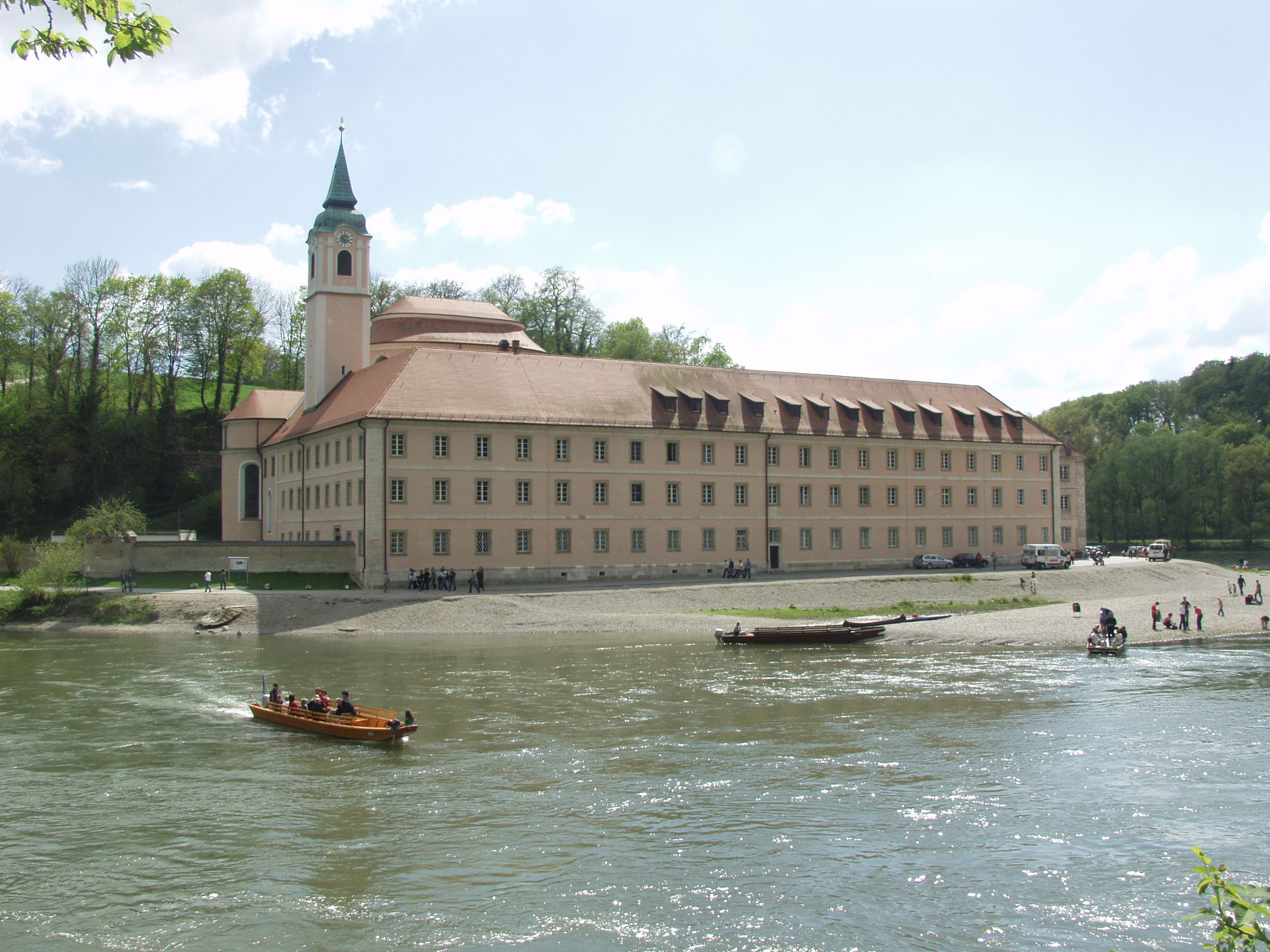
Abtei Weltenburg, Blick von der gegenüberliegenden Donauseite

Das Kloster Weltenburg ist eine Benediktinerabtei (Abtei zum heiligen Georg) in Weltenburg, einem Ortsteil von Kelheim an der Donau in Niederbayern. Es liegt oberhalb des Donaudurchbruchs in einer Donau-Schlinge. Das Kloster gehört zur Bayerischen Benediktinerkongregation. Hauptaufgaben der heutigen Abtei Weltenburg sind die Pfarrseelsorge (Betreuung von zwei Pfarreien) und die Aufnahme von Gästen in der „Begegnungsstätte St. Georg“.

## Geschichte

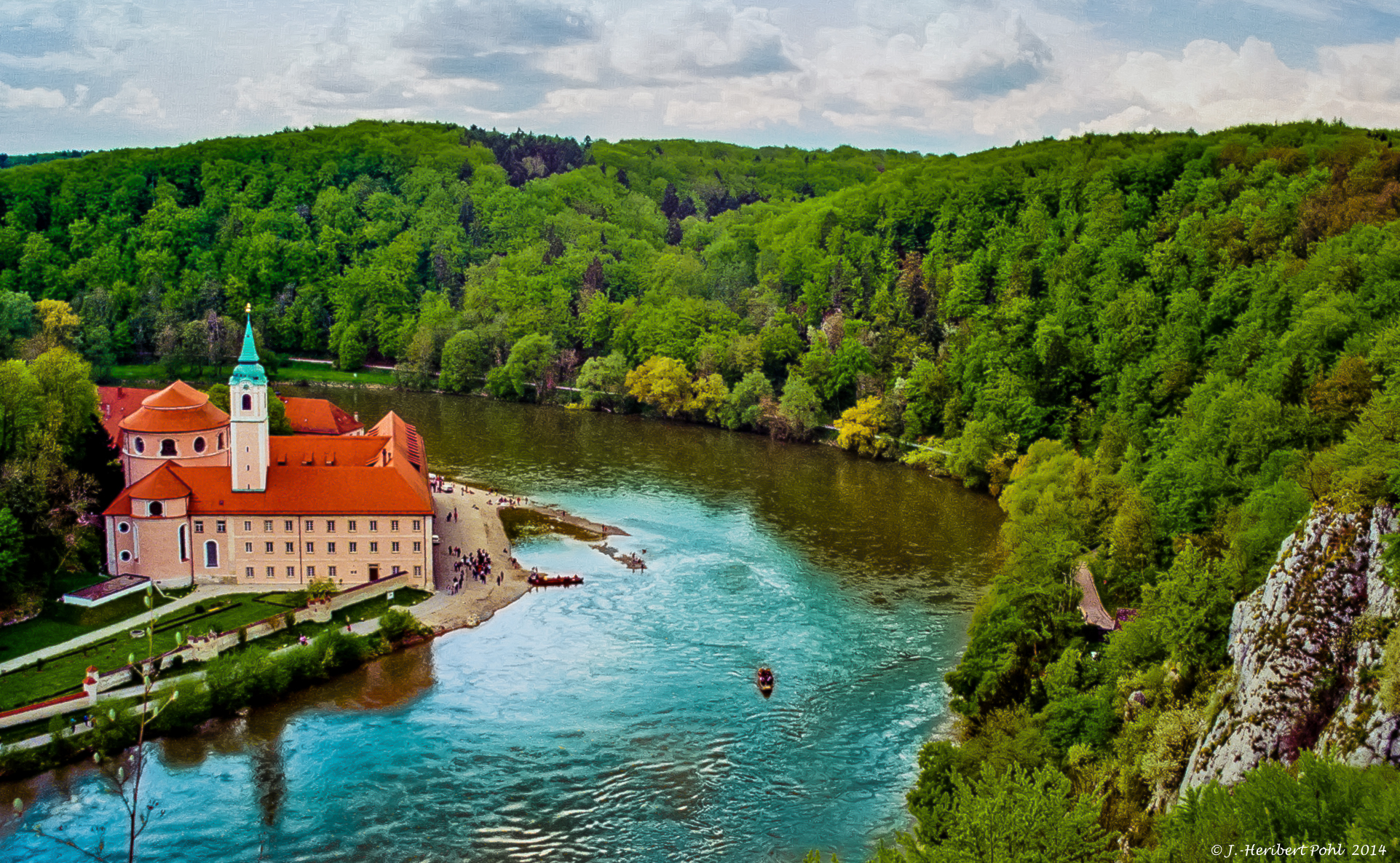

Schon 45 n. Chr. lag bei Weltenburg auf dem Südufer der Donau der Ausgangspunkt einer römischen Grenz- und Militärstraße, die der Donau stromaufwärts folgend bis zum Kastell Hüfingen bei Donaueschingen führte. Diese Donausüdstraße war lange Zeit eine der beiden wichtigsten Ost-West-Verbindungen nördlich der Alpen. Bei Burghöfe nahm sie den Verkehr der aus Oberitalien kommenden Via Claudia Augusta auf. Über der heutigen Klosteranlage, auf dem Frauenberg, siedelten bereits seit vorgeschichtlicher Zeit immer wieder Menschen. Außerdem lassen Archäologische Funde und Grabungen vermuten, dass sich dort eine römische Militärstation befunden hat.
Eine lokale Überlieferung besagt, dass das Kloster um das Jahr 617 durch die iro-schottischen Mönche Eustasius und Agilus aus Luxeuil nach den Regeln des Heiligen Kolumban gegründet wurde. Dies gilt in der Forschung mittlerweile als widerlegt. Archäologische Funde zeigen jedoch, dass das Gebiet um Weltenburg um 600 christlich geprägt war. Die Frage, ob Weltenburg das älteste Kloster Bayerns ist, ist damit nicht eindeutig zu beantworten. Um das Jahr 700 soll der Heilige Rupert, der „Apostel der Baiern“, die Klosterkirche dem hl. Georg geweiht haben. Diese Überlieferung stützt sich auf das Weltenburger Martyrologium, das allerdings erst um 1047/49 in Regensburg entstand und 50 Jahre später nach Weltenburg gelangte. Allerdings kann diese Zeichnung auch auf die Einsetzung des ersten Abtes von Kloster Prüll bezogen werden.
Im 8. Jahrhundert übernahmen die Weltenburger Mönche wohl die Ordensregeln des hl. Benedikt, möglicherweise im Zuge der Kirchenreform des Bonifatius. Tassilo III., 748 bis 788 Herzog von Bayern, gehörte zu den Förderern des Klosters, nach seiner Entmachtung durch Karl den Großen wurde es reichsunmittelbar. Aufgrund dieser Überlieferung, die auch im Gewölbe des Altarraums der Klosterkirche dargestellt ist, wurde lange Zeit Tassilo als Klostergründer angesehen. In der Liste der fränkischen Reichsklöster von 817 wird ein Kloster Altemburc genannt. Wenn damit Weltenburg gemeint ist, stellt dieses Dokument die älteste nachgewiesene Nennung der Abtei dar. Während der Ungarneinfälle im frühen 10. Jahrhundert verließen die Mönche die Abtei. 932 wurde Weltenburg als Eigenkloster des Bistums Regensburg vom Kloster Sankt Emmeram aus wieder besiedelt. Eine neu erbaute Kirche wurde 1191 geweiht. In den Jahren 1123 bis 1328 lebten in Weltenburg Augustiner-Chorherren.
Im 14. und 15. Jahrhundert erlebte das Kloster eine Zeit häufig wechselnder Äbte und Administratoren. Unter Abt Konrad V. (1441–1450) wurden deshalb die Kastler Reformen eingeführt. Im Schmalkaldischen Krieg wurde das Kloster geplündert, Abt Michael II. Häusler (1553–1556) musste aus wirtschaftlicher Not wertvolle Bestände der Klosterbibliothek verkaufen. Trotz Plünderungen während des Dreißigjährigen Krieges konnte Abt Matthias Abelin (1626–1659) das Kloster geordnet hinterlassen. 1686 gehörte das Kloster zu den Gründern der Bayerischen Benediktinerkongregation.
Während der Zeit des Abtes Maurus I. Bächl (1713–1743) entstanden die Frauenbergkirche und von 1714 bis 1716 der barocke Konventsbau unter dem Baumeister Philipp Plank sowie Kirchen in den inkorporierten Pfarreien und mehrere den Klosterhof umgebende Wirtschaftsgebäude. Hauptbauprojekt war die in den Jahren 1716 bis 1718 im Rohbau errichtete Klosterkirche (Klosterkirche Weltenburg), die dem hl. Georg geweiht ist und bis 1735 maßgeblich von den Gebrüdern Asam ausgestaltet wurde. Zur neuen Abteikirche legte der Freisinger Fürstbischof Johann Franz Eckher von Kapfing und Liechteneck am 29. Juni 1716 den Grundstein und weihte das Gotteshaus am 9. Oktober 1718. 1721 besuchte Kurfürst Max Emanuel von Bayern das Kloster und war von der Architektur der Kirche beeindruckt.
Im Zuge der Säkularisation in Bayern wurde am 21. März 1803 auch das Kloster Weltenburg aufgelöst, am 1. Juni 1842 jedoch von König Ludwig I. als Priorat des Klosters Metten neu errichtet und am 25. August 1913 durch Prinzregent Ludwig, später König Ludwig III., wieder zur Abtei erhoben.
Wegen seiner direkten Lage an der Donau ist der Gebäudekomplex stark hochwassergefährdet; das Wasserwirtschaftsamt Landshut realisierte zwischen Januar und Oktober 2006 einen Hochwasserschutz für das Kloster, der am 12. Oktober 2006 feierlich eingeweiht wurde.
Von 1904 bis 1973 betrieb die Abtei eine Landwirtschaftsschule. Im März 1995 gab es einen einwöchigen Rosenkranzkongress, wo für ein neues Mariendogma geworben und gebetet wurde. Der umstrittene St. Pöltener Bischof Kurt Krenn stellte sich dabei an die Spitze der Bewegung.
Am 2. September 2008 starb der Weltenburger Klosterarchivar P. Leopold Lörnitzo (OSB) im Alter von 53 Jahren an schweren Verbrühungen, die er sich im Baderaum des Klosters zugezogen hatte. Die zuständige Landshuter Kriminalpolizei schloss ein Verbrechen als Todesursache aus.

## Bekannte Personen mit Bezug zum Kloster Weltenburg
- Benno Grueber (1759–1796), Pater und seit 1785 Musikdirektor des Klosters
- Johann Simon Mayr (1763–1845), Komponist, Vater der italienischen Oper, Schüler in Weltenburg von 1769 bis 1774
- Thomas Niggl (1922–2011), Abt von 1976 bis 1995, zugleich Aktivist des Engelwerkes[7]
- Thomas Maria Freihart (* 1960), seit 1998 Abt von Weltenburg

## Klosterkirche

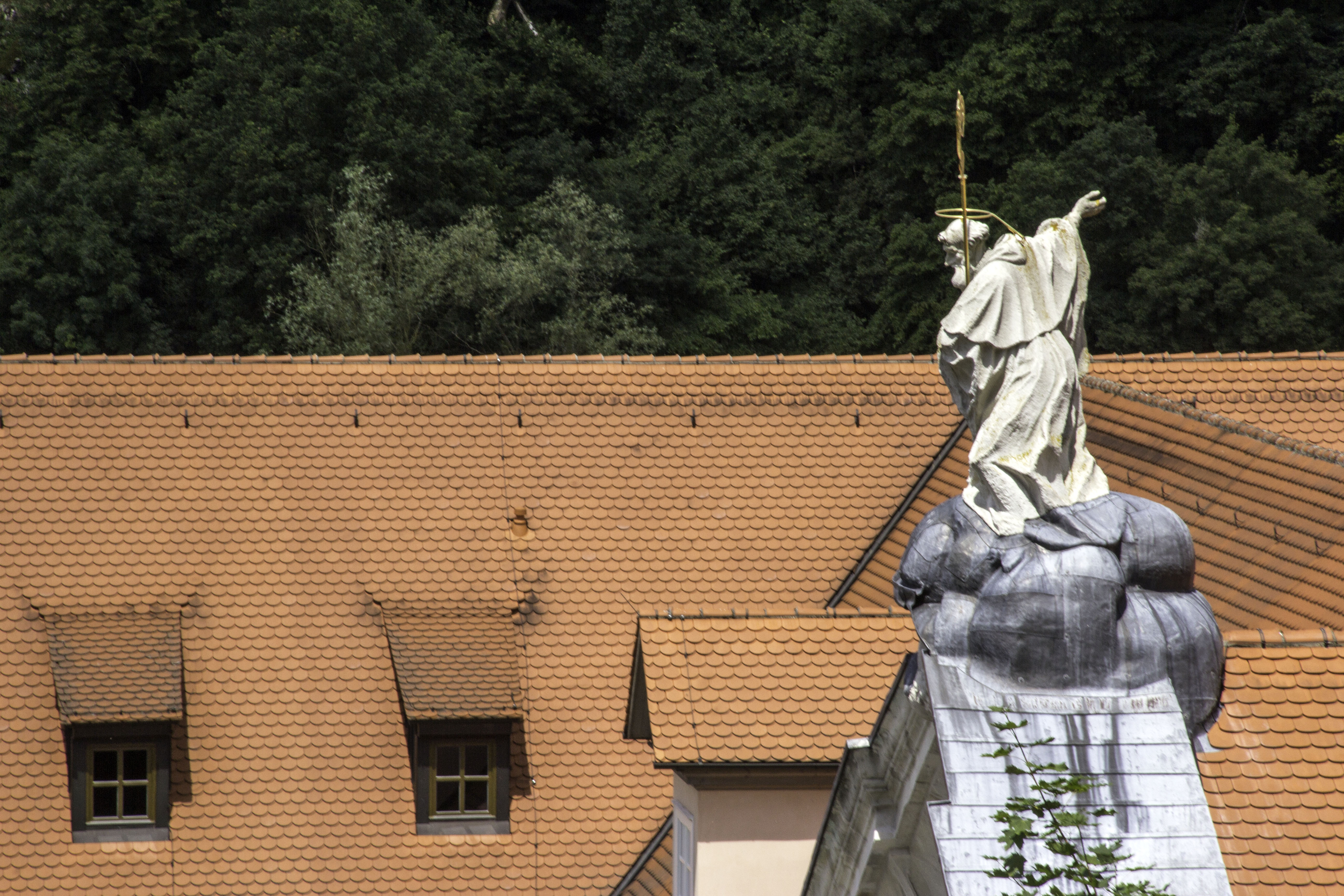
Der Hl. Benedikt auf dem Dach der Klosterkirche

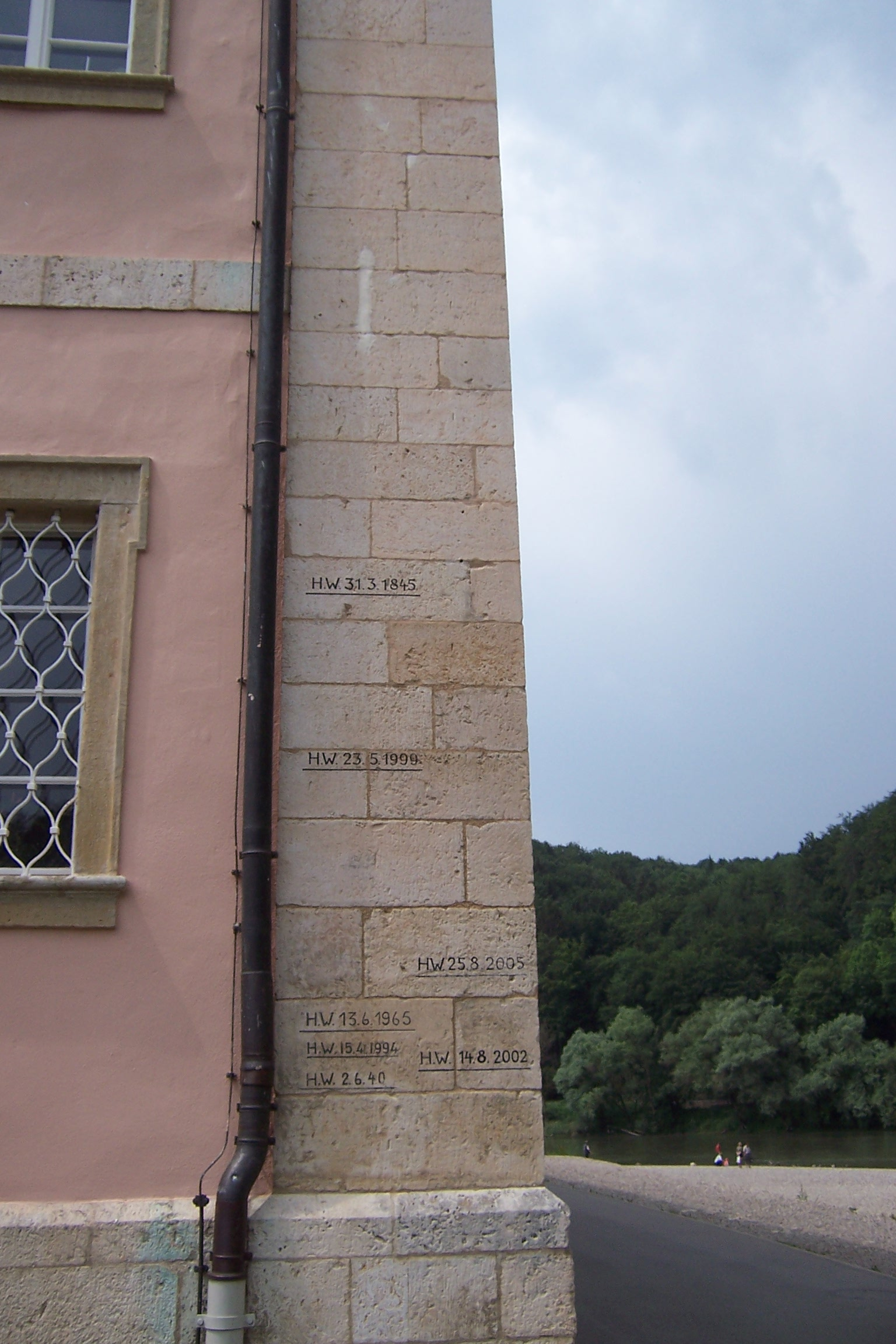
Hochwassermarken der Donau am Kloster Weltenburg

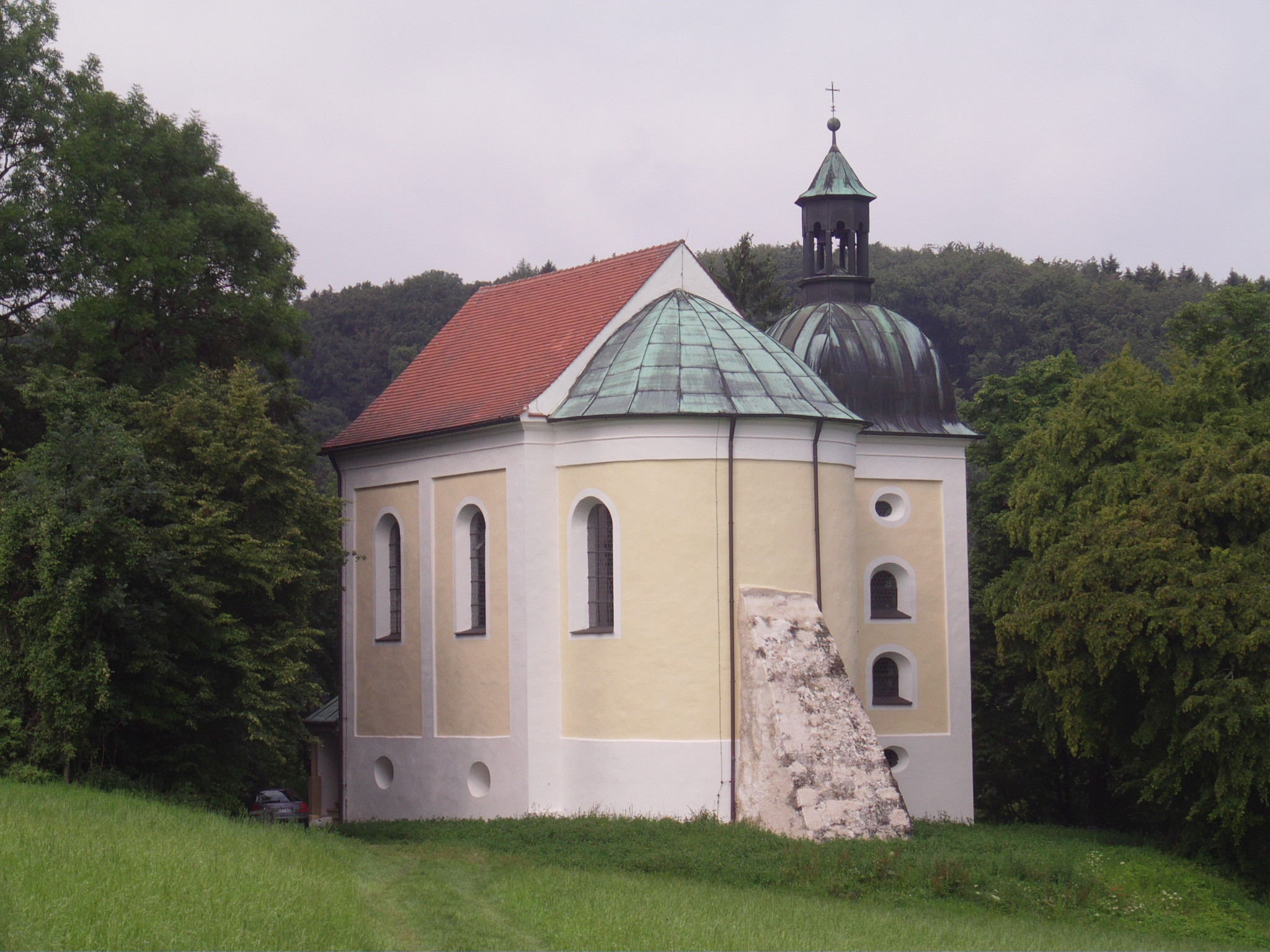
Frauenbergkapelle oberhalb des Klosters

## Klosterbrauerei
Dass Mönche in Weltenburg Bier brauten, ist erstmals für das Jahr 1050 belegt, weshalb Weltenburg mit der Bezeichnung „Älteste Klosterbrauerei der Welt“ wirbt. Der Jahresausstoß der Klosterbrauerei Weltenburg GmbH beträgt knapp 30.000 Hektoliter. Im Klosterhof wurde ein Biergarten eingerichtet, in dem Erzeugnisse der Brauerei ausgeschenkt werden. Seit April 2007 werden an den Wochenenden Führungen durch die Brauerei angeboten. Das „Weltenburger Kloster Barock Dunkel“ wurde 2004, 2008 und 2012 mit dem „World Beer Cup“ als bestes Dunkelbier der Welt ausgezeichnet.

## Verkehrsanbindung
Von Kelheim aus ist das Kloster Weltenburg in wenigen Minuten über die Staatsstraße 2233 per Pkw oder Bus zu erreichen. Etwa einen Kilometer vom Kloster entfernt liegt ein (gebührenpflichtiger) Parkplatz; für Gehbehinderte verkehrt von dort aus ein Zubringerbus. Zwischen Kelheim und Weltenburg pendeln von Frühjahr bis Herbst Passagierschiffe, so dass ein Besuch des Klosters mit einer Fahrt durch den Donaudurchbruch verbunden werden kann. Die Gegend um das Kloster ist von zahlreichen, landschaftlich reizvollen Wanderwegen durchzogen. Vom linken Flussufer können Wanderer auf Höhe des Klosters mit kleinen Booten übersetzen. Zudem verkehrt wenige hundert Meter flussaufwärts eine kleine Fähre, die auch für einen Pkw bis maximal 1,7 Tonnen Gewicht geeignet ist. Das Kloster Weltenburg liegt am internationalen Donauradweg, am europäischen EuroVelo 6 (Atlantik - Schwarzes Meer (EV6)) sowie dem Deutschen Limes-Radweg. Dieser folgt dem Obergermanisch-Raetischen Limes über 818 km von Bad Hönningen am Rhein nach Regensburg an der Donau.

## Besondere geographische Lage
Abgesehen von den im Artikel Donaudurchbruch bei Weltenburg beschriebenen geologischen Zusammenhängen – die spektakulären Jurafelsen und den Donaustrom betreffend – und den in diesem Artikel geschilderten historisch-religiösen Zusammenhängen – hauptsächlich die Geschichte des Klosters betreffend – ist die Lage der Ansiedlung auch rein geographisch interessant: Sie gibt nämlich ein besonders treffendes Beispiel ab für das Bezugspaar Prallhang-Gleithang der Strömung an einer Flussschlinge. Und zwar ist das Kloster direkt oberhalb der für solche Situationen charakteristischen Kiesbank des Gleithanges erbaut und anderseits durch die hohen Jurafelsen – hauptsächlich auf der gegenüberliegenden Prallhang-Seite – geschützt. Wegen der spezifischen „Durchbruchs-Situation“ und der Enge der Ortszusammenhänge besteht hier Schutz (also nicht nur „Platz“) auch auf der Gleithangseite.